# Királyfiszállás
Királyfiszállás (ukránul: Солочин) település Ukrajnában, Kárpátalján, a Munkácsi járásban.

## Fekvése
Szolyvától északra, Beregforrástól délkeletre fekvő település.

## Nevének eredete
A Szolocsina helységnév ruszin eredetű, az alapjául szolgáló солоч szó a ruszin сіль~соль ’só’ főnév -oч képzős származéka. Ehhez egy birtoklást, valamivel való ellátottságot kifejező -inъ képző kapcsolódik. A falu közelében több sós vizű forrás található, de a helység talaja is sós, s ez motiválhatta a név létrejöttét. Személynévi eredeztetése teljesen kizárható. A Királyfiszállás elnevezést 1904-ben, az országos helynévrendezéskor kapta a falu. A hivatalos ukrán Солочин a ruszin név átvétele.

## Története
Nevét 1600-ban Szolocsina néven említették. További névváltozatai: 1610-ben Zolochin, 1630-ban Saloczina (Conscr. Port.), 1645-ben Zsoloczina, 1773-ban Szolocsina, Solocţino (LexLoc. 53), 1808-ban Szolocsina, Soločin, Soločina, 1851-ben Szolocsina, 1877-ben Szolocsina, Szolocsin (Hnt.), 1913-ban Királyfiszállás (Hnt.), 1925-ben Soločina, 1930-ban Soločin (ComBer. 146), 1944-ben Szolocsina, Солочинъ (Hnt.), 1983-ban Солочин (ZO).
1904-ben, az országos helységnévrendezés során a falu nevét Királyfiszállás-ra változtatták annak emlékére, hogy Rudolf trónörökös vadászatai alkalmával többször megfordult itt (Mező 1999: 373).
A trianoni békeszerződés előtt Bereg vármegye Szolyvai járásához tartozott.
1910-ben 600 lakosából 22 magyar, 104 német, 472 ruszin volt. Ebből 18 római katolikus, 485 görögkatolikus, 89 izraelita volt.